# Nadine Broersen
Nadine Broersen (Hoorn, Países Bajos, 29 de abril de 1990) es una atleta neerlandesa, especialista en la prueba de heptalón en la que llegó a ser subcampeona europea en 2014.

## Carrera deportiva
En el Campeonato Europeo de Atletismo de 2014 ganó la medalla de plata en la competición de heptalón, logrando 6498 puntos, siendo superada por la francesa Antoinette Nana Djimou (oro con 6551 puntos) y por delante de la belga Nafissatou Thiam (bronce).